# خوسيه روبرتو سييرا
خوسيه روبرتو سييرا (بالإسبانية: Roberto Sierra)‏ مواليد 21 مارس 1967 في منطقة كانتابريا، إسبانيا، هو دراج إسباني سابق في صنف سباق الدراجات على الطريق.

## روابط خارجية
- خوسيه روبرتو سييرا على موقع أرشيف الدراجات (الإنجليزية)